# گوگلند
گوگلند (انگلیسی: Gogland) یا هوگلند (روسی: Гогланд؛ برگرفته از نام‌های اصلی سوئدی: Hogland و فنلاندی: Suursaari؛ در زبان آلمانی: Hochland)، یک جزیره در خلیج فنلاند در شرق دریای بالتیک است. این جزیره به‌طور تقریبی ۱۸۰ کیلومتر از سنت پترزبورگ و ۳۵ کیلومتر از سواحل فنلاند (نزدیک کوتکا) فاصله دارد. گوگلند دارای مساحتی حدود ۲۱ کیلومتر مربع (۸٫۱ مایل مربع) بوده و بلندترین نقطه آن در ارتفاع ۱۷۳ متر (۵۶۸ فوت) قرار دارد. این جزیره متعلق به روسیه بوده و بخشی از بخش کینگیسپسکی در استان لنینگراد محسوب می‌شود.

## ریشه نام
نام اصلی «هوگلند» در زبان سوئدی به معنای «ارتفاعات» است که به‌خوبی ویژگی‌های فیزیکی جزیره را منعکس می‌کند. پس از تصرف جزیره توسط روس‌ها، نام آن به «گوگلند» (Гогланд) تغییر یافت؛ در این فرآیند، حرف H زبان سوئدی به گ (سیریلیک) تبدیل شد. در ترجمه‌های گذشته حرف Г به صورت "G" و در ترجمه‌های معاصر به صورت "H" نیز دیده می‌شود.

## تاریخچه
گوگلند از قرن شانزدهم میلادی در اسناد تاریخی به عنوان منطقه‌ای تحت سکونت فنلاندی‌ها ذکر شده است. در بیشتر تاریخ خود، جزیره بخشی از پادشاهی سوئد بود که از طریق فنلاند اداره می‌شد. در جریان جنگ بزرگ شمالی (1700–1721) و به‌ویژه پس از نبرد ۲۲ ژوئیه ۱۷۱۳ نزدیک جزیره، پتر کبیر امپراتوری روسیه موفق به تصاحب آن گردید. پتر کبیر در سال ۱۷۲۳، اولین فانوس دریایی جزیره را احداث کرد.
در جریان جنگ روسیه و سوئد (۱۷۸۸–۱۷۹۰), نبرد گوگلند در ژوئیه ۱۷۸۸ بین ناوگان‌های نیروی دریایی روسیه و نیروی دریایی پادشاهی سوئد رخ داد که تأثیر مهمی بر کنترل منطقه داشت.
در دوره جنگ کریمه (۱۸۴۵–۱۸۵۶) چهار کشتی از نیروی دریایی پادشاهی بریتانیا – از جمله HMS Argonaut (۱۸۴۸)، HMS Kazak (۱۸۵۴)، HMS Magicienne (۱۸۴۹) و HMS Ruby (۱۸۵۴) – با هدف خاموش کردن باتری‌های نظامی روسیه در قلعه‌ای جزیره‌ای اقدام به تیراندازی کردند، در حالی که ناوگان آنگلو-فرانسوی به حمله به مناطق اطراف پرداخت.
پس از جنگ فنلاند (۱۸۰۸–۱۸۰۹)، گوگلند رسماً به امپراتوری روسیه واگذار شد. جمعیت اصلی جزیره عمدتاً در دو روستای ماهیگیری مستقر بودند که تحت مدیریت واحدهای اداری محلی فعالیت می‌کردند. از جمله رویدادهای جالب تاریخی، برقراری اولین تماس‌های رادیویی در جزیره در ۶ فوریه ۱۹۰۰ تحت نظارت الکساندر استپانویچ پوپوف به‌شمار می‌آید.

## وضعیت معاصر و گردشگری
در سال ۲۰۰۶، مقامات روسیه گوگلند را به‌عنوان یک «منطقه مرزی» معرفی کردند؛ این اقدام باعث محدودیت ورود اتباع خارجی بدون مجوزهای خاص گردید و گردشگری بین‌المللی را به گروه‌های کوچک و کنترل‌شده محدود ساخت. با این حال، گردشگران از سنت پترزبورگ و فنلاند همچنان به بازدید از این جزیره علاقه‌مند هستند. در حال حاضر، گردشگری روستایی و تاریخی به عنوان یکی از منابع درآمد جزیره در نظر گرفته می‌شود و ساخت و سازهای نظامی قدیمی، فانوس‌های دریایی و مناظر طبیعی زیبا، از جاذبه‌های اصلی آن به‌شمار می‌آیند.

## بناهای دیدنی و جاذبه‌های طبیعی
در طول جنگ‌ها، نیروهای شوروی و فنلاندی استحکامات نظامی متعددی در جزیره احداث کردند که همچنان قابل مشاهده هستند. علاوه بر استحکامات نظامی، جزیره دارای چند فانوس دریایی قدیمی و مدرن است. همچنین، برخی از کشتی‌های برجسته‌ای که در دوران مختلف غرق شده‌اند، بخشی از تاریخچه دریایی منطقه را به نمایش می‌گذارند؛ به عنوان مثال، کشتی سه‌دک Amerika که در اکتبر ۱۸۵۶ در نزدیکی ساحل غرق شد، به عنوان یکی از حوادث مهم شناخته می‌شود.
جزیره به‌خاطر مناظر طبیعی ناهموار و متنوع خود، شامل چندین دریاچه و تپه‌های مرتفع، مورد توجه علاقه‌مندان به طبیعت و عکاسی قرار گرفته است.